# La desesperación (escultura)
La desesperación, también conocida como La desesperación de la puerta y Los desesperados (francés:Désespoir de la Porte ou Les Désespérés) es una escultura de Auguste Rodin que forma parte de la obra monumental La Puerta del Infierno y fue concebida entre 1899 y 1890. Está hecha de yeso y se encuentra constituida por varios elementos: las hojas, los bajorrelieves laterales, la base, el tímpano, su marco, así como cientos de grupos, figuras y segmentos (partes recortadas para facilitar la impresión. Estos elementos se caracterizan por sus coloración ocre-rosado a café debido a su superficie, que actúa como agente para endurecer y desmoldar. Sus dimensiones son 30 x 15 x 25 cm.

## Historia
La Puerta del Infierno fue encargada a Rodin el 16 de agosto de 1880 en nombre del estado francés por parte del Subsecretario de Instrucción Pública y Bellas Artes, Edmond Turquet. Según los términos de la comisión la puerta debía estar «adornada con bajorrelieves que representaran a la Divina Comedia de Dante». Esta se tenía que colocar como entrada del futuro Museo de Artes Decorativas de París siguiendo el modelo del Museo de Victoria y Alberto en Londres. Aunque el proyecto nunca se llevó a cabo, Rodin invirtió toda su energía hasta el final de su vida. En 1917, en los meses anteriores a la muerte de Rodin, una nueva prueba completa de La Puerta del Infierno fue ensamblada gracias a los moldes realizados entre 1899 y 1890, con el fin de que esta gran obra pudiera finalmente mostrarse en el futuro Museo Rodin. 

Rodin se inspiró en diversos además de La Divina Comedia de Dante Alighieri, Las Flores del Mal de Charles Baudelaire, La Metamorfosis de Ovidio y otros textos de la mitología, a partir de los cuales creó más de 200 figuras. La desesperación como otras siete esculturas nunca fueron fundidas en bronce del umbral durante la vida de Rodin, pero póstumamente se han fundido desde el modelo de yeso original repartido en museos de Estados Unidos, Corea, Japón, Suiza y México.